# Іванівська селищна рада (Ровеньківський район)
Іва́нівська се́лищна ра́да — адміністративно-територіальна одиниця та орган місцевого самоврядування в Ровеньківському районі Луганської області. Адміністративний центр — селище міського типу Іванівка.

## Загальні відомості
Іванівська селищна рада утворена в 1938 році.
- Територія ради: 13,366 км²
- Населення ради: 8461 особа (станом на 2001 рік)
- Територією ради протікає річка Ольхова

## Адреса селищної ради
94643, Луганська обл., Антрацитівський р-н, смт Іванівка, вул. Октябрська, 23

## Населені пункти
Населені пункти, що відносяться до селищної ради.
| № | Назва    | Тип    | Рік заснування | Площа км² | Населення (2001), ос. |
| - | -------- | ------ | -------------- | --------- | --------------------- |
| 1 | Іванівка | смт    | 1771           | 12,98     | 8243                  |
| 2 | Ковильне | селище | 1946           | 0,15      | 66                    |
| 3 | Степове  | селище | 1905           | 0,416     | 152                   |

## Склад ради
Рада складалася з 30 депутатів та голови.
- Голова ради: Кузькін Сергій Іванович
- Секретар ради: Полухіна Надія Миколаївна

### Керівний склад попередніх скликань
| Прізвище, ім'я, по батькові | Основні відомості                                                        | Дата обрання | Дата звільнення |
| --------------------------- | ------------------------------------------------------------------------ | ------------ | --------------- |
| Анопрієв Юрій Михайлович    | Селищний голова, 1963 року народження, член Партії регіонів              | 26.03.2006   | 31.10.2010      |
| Кузькін Сергій Іванович     | Селищний голова, 1964 року народження, освіта вища, член Партії регіонів | 31.10.2010   |                 |

Примітка: таблиця складена за даними сайту Верховної Ради України

### Депутати
За результатами місцевих виборів 2010 року депутатами ради стали:

#### За суб'єктами висування
| Суб'єкт висування | Кількість обраних депутатів | %    |
| ----------------- | --------------------------- | ---- |
| Партія регіонів   | 19                          | 63,3 |
| Самовисування     | 11                          | 36,7 |

#### За округами
| № округу        | Прізвище, ім'я, по батькові      | Дата визнання обраним | Освіта             | Партійна приналежність                        | Відомості про обраного депутата                                                             |
| --------------- | -------------------------------- | --------------------- | ------------------ | --------------------------------------------- | ------------------------------------------------------------------------------------------- |
| Партія регіонів |                                  |                       |                    |                                               |                                                                                             |
| 1               | Вахлаєв Василь Васильович        | 01.11.2010            | вища               | позапартійний                                 | Краснолучський літейно-механічний завод, робочий                                            |
| 2               | Пряхіна Ганна Миколаївна         | 01.11.2010            | вища               | позапартійна                                  | тимчасово не працює                                                                         |
| 3               | Крикун Галина Вікторівна         | 01.11.2010            | вища               | член Партії регіонів                          | Іванівська школа мистецтв, педагог                                                          |
| 4               | Пряхіна Світлана Михайлівна      | 01.11.2010            | вища               | позапартійна                                  | Іванівська селищна рада, секретар                                                           |
| 8               | Сухова Світлана Володимирівна    | 01.11.2010            | вища               | член Партії регіонів                          | Іванівська гімназія, вчитель                                                                |
| 9               | Кириченко Наталія Георгіївна     | 01.11.2010            | вища               | член Партії регіонів                          | Іванівський міський будинок культури, художній керівник                                     |
| 11              | Бакуліна Валентина Михайлівна    | 01.11.2010            | вища               | член Партії регіонів                          | Іванівський верстатобудівельний завод, начальник цеху                                       |
| 12              | Усенко Алла Петрівна             | 01.11.2010            | вища               | член Партії регіонів                          | військово-обліковий стіл Іванівської селищної ради, завідувачка                             |
| 14              | Щебетовська Наталія Федорівна    | 01.11.2010            | вища               | член Партії регіонів                          | Іванівська селищна рада, головний спеціаліст                                                |
| 15              | Григор'єва Галина Валеріївна     | 01.11.2010            | вища               | член Партії регіонів                          | Іванівська селищна рада, обліковець-касир                                                   |
| 17              | Піпер Лариса Миколаївна          | 01.11.2010            | вища               | позапартійна                                  | ДП «Іванівське лісомисливське господарство», бухгалтер                                      |
| 19              | Назарова Тетяна Іванівна         | 01.11.2010            | вища               | позапартійна                                  | станція Карахаш, станційний робітник                                                        |
| 20              | Маркович Олександр Григорович    | 01.11.2010            | вища               | член Партії регіонів                          | Штерівська дистанція колії Дебальцевського відділення Донецької залізниці, головний механік |
| 21              | Євдокіменко Микола Олександрович | 01.11.2010            | середня            | член Партії регіонів                          | пенсіонер                                                                                   |
| 22              | Полухіна Надія Миколаївна        | 01.11.2010            | вища               | член Партії регіонів                          | Відділ освіти Антрацитівської районної державної адміністрації, головний спеціаліст         |
| 24              | Дьяченко Тетяна Вікторівна       | 01.11.2010            | вища               | позапартійна                                  | Іванівська селищна рада, головний бухгалтер                                                 |
| 28              | Сєвєрченко Тетяна Созонівна      | 01.11.2010            | вища               | член Партії регіонів                          | Штерівська загальноосвітня школа, вчитель                                                   |
| 29              | Козлова Валентина Володимирівна  | 01.11.2010            | вища               | член Партії регіонів                          | Іванівська селищна бібліотека, завідувачка                                                  |
| 30              | Залевський Ігор Вікторович       | 01.11.2010            | вища               | позапартійний                                 | тимчасово не працює                                                                         |
| Самовисування   |                                  |                       |                    |                                               |                                                                                             |
| 5               | Николаєнко Сергій Іванович       | 01.11.2010            | середня            | позапартійний                                 | Іванівський МБК, сторож                                                                     |
| 6               | Рибкіна Валентина Ізмаїлівна     | 01.11.2010            | середня спеціальна | член Всеукраїнського об'єднання «Батьківщина» | пенсіонер                                                                                   |
| 7               | Головльов Микола Олександрович   | 01.11.2010            | середня            | член Партії регіонів                          | Дебальцевська дистанція електропостачання, начальник ЕЧК-22                                 |
| 10              | Кияшко Борис Леонідович          | 01.11.2010            | середня            | член Партії регіонів                          | підприємець                                                                                 |
| 13              | Туранський Юрій Анатолійович     | 01.11.2010            | середня            | позапартійний                                 | приватний підприємець                                                                       |
| 16              | Чайка Андрій Євгенович           | 01.11.2010            | середня            | позапартійний                                 | пенсіонер                                                                                   |
| 18              | Єремєєв Олександр Георгійович    | 01.11.2010            | вища               | член Соціалістичної партії України            | Штерівська дистанція сигналізації та зв'язку, електромеханік зв'язку                        |
| 23              | Бутікова Людмила Іванівна        | 31.10.2011            | середня спеціальна | член Партії регіонів                          | тимчасово не працює                                                                         |
| 25              | Колпашнікова Тетяна Романівна    | 25.03.2013            | середня спеціальна | позапартійна                                  | тимчасово не працює                                                                         |
| 26              | Коротченко Сергій Григорович     | 01.11.2010            | середня спеціальна | позапартійний                                 | пенсіонер                                                                                   |
| 27              | Івчук Денис Сергійович           | 31.10.2011            | середня спеціальна | позапартійний                                 | тимчасово не працює                                                                         |